# Шостаківка (станція)
Шостаківка — проміжна залізнична станція Знам'янської дирекції Одеської залізниці на лінії Знам'янка—Помічна між станціями Лелеківка та Плетений Ташлик в селищі Шостаківка Кіровоградської області.

## Історія
Станція була відкрита на лінії Знам'янка-Пасажирська—Помічна в 1868 році.